# 元善
元善（？—？），又名善住，河南郡洛阳县（今河南省洛阳市东）人，魏道武帝拓跋珪的后裔，南梁征北大将军、青冀二州刺史元稚舒之子，北魏宗室，北周，隋朝官员。

## 生平
元善的祖父元乂是北魏侍中，父亲元稚舒是北魏秘书郎，元乂被诛杀后逃到南梁，官至征北大将军、青冀二州刺史。元善小时候随着父亲到江南，生性热爱学习，广泛涉猎五经，尤其通晓《左传》。到侯景之乱时，元善归附西魏，元善的叔祖元罗就将江阳王的爵位还给元善。北周建立后，周武帝宇文邕非常礼待元善，任命他出任太子宫尹，赐爵江阳县公，元善常常手执经书教授太子。开皇初年，元善担任内史侍郎，隋文帝杨坚常常看着他说：“道德的楷模啊。”元善凡有奏陈，文词气势抑扬顿挫，旁观者目不转睛。南陈使者袁雅来出使，隋文帝命令元善就旅馆中接受文书，袁雅出门不跪拜。元善述说旧例有跪拜的礼节，袁雅不能对答，就跪拜了，礼节完毕后离开，元善后升任国子祭酒。隋文帝曾经亲自光临祭祀先圣先师的释奠礼，命令元善讲解《孝经》。元善于是陈述文章内容与道理，同时又予以委婉的劝谏。隋文帝非常高兴的说：“听到江阳公的讲解，更加启发了我的心意。”隋文帝赠予元善丝绢百匹，衣服一套。
元善的学问通达渊博在何妥之下，但是因为性格风流潇洒，举止优雅，声音清晰响亮，听讲的人忘记疲倦，因此被后辈学者所向往。何妥常常安怀不满，心里想让元善屈服。趁着元善讲解《春秋》，刚刚阐发题目时，诸位儒生都到的时候。元善私下对何妥说：“名望已经确定，敬请不要困扰我。”何妥答应了。等到元善走向讲堂，何妥就援引古今疑难问题来发难，元善大多不能回答，元善深深痛恨何妥，两人从此有嫌隙。
元善认为高颎有宰相的才干，曾经对隋文帝说：“杨素粗疏，苏威怯懦，元冑、元旻不过像是鸭子。可以托付国家的，只有高颎。”隋文帝开始认为元善说的对，等到高颎获罪，隋文帝认为元善的话是为高颎游说，深切地责备埋怨元善。元善忧虑恐惧，他之前就患有消渴病，于是疾病发作去世，虚岁六十。

## 家庭

### 父母
- 元稚舒，南梁征北大将军、青冀二州刺史
- 清河崔氏，尚书仆射崔休之女

## 延伸阅读
[在维基数据编辑]
 《隋書·卷75》，出自魏徵《隋书》